# Photopléthysmographe clitoridien
Un photoplethysmographe clitoridien est un appareil utilisant un signal à courant continu pour mesurer le volume sanguin du clitoris.
C'est un petit appareil en acrylique contenant une source lumineuse et un détecteur de lumière. La source lumineuse illumine les capillaires sanguin du tissu clitoridien et du sang circulant à l'intérieur. Au fur et à mesure que l'afflux sanguin augmente dans le clitoris, de plus en plus de lumière est réfléchie dans la cellule photosensible de l'appareil. Le photoplethysmographe clitoridien est placé entre les petites lèvres. Il peut être attaché à un photopléthysmographe vaginal pour mesurer simultanément les volumes sanguins du vagin et du clitoris.
Gerritsen écrit que le photopléthysmographe clitoridien est un outil de mesure valide (en) pour mesurer la réponse génitale féminine. Contrairement au photopléthysmographe vaginal, le photopléthysmographe clitoridien est sensible à l'inhibition de la réponse sexuelle.